# Ковильне (імені Габіта Мусрепова район)
Кови́льне (каз. Ковыльное) — село у складі району імені Габіта Мусрепова Північноказахстанської області Казахстану. Входить до складу Тахтабродського сільського округу, раніше було центром ліквідованої Ковильної сільської ради.
Населення — 361 особа (2021; 379 у 2009, 445 у 1999, 667 у 1989).
Національний склад станом на 1989 рік:
- німці — 29 %
- росіяни — 26 %.